# 薛伯比
薛伯比（？—前497年），是春秋时代薛国国君，任姓，伯爵，名比。鲁定公十二年（前498年）春季，薛伯定去世。夏季安葬，谥号襄公，薛公比继位。第二年（鲁定公十三年，前497年），薛国人弑杀薛伯比，拥立公子夷为君，就是薛惠公。